# Les Planchettes
Les Planchettes – miejscowość i gmina w zachodniej Szwajcarii, w kantonie Neuchâtel. Leży nad jeziorem Lac de Moron. 

## Demografia
W Les Planchettes mieszka 214 osób. W 2021 roku 13,6% populacji gminy stanowiły osoby urodzone poza Szwajcarią. 